# NGC 6184
NGC 6184 est une galaxie spirale située dans la constellation d'Hercule. Sa vitesse par rapport au fond diffus cosmologique est de 8 213 ± 4 km/s, ce qui correspond à une distance de Hubble de 121,3 ± 8,5 Mpc (∼396 millions d'al). NGC 6184 a été découverte par l'astronome français Édouard Stephan en 1876.
NGC 6184 fait partie de l'amas de galaxies Abell 2199.
À ce jour, une mesure non basée sur le décalage vers le rouge (redshift) donne une distance d'environ 146,000 Mpc (∼476 millions d'al). Cette valeur est à l'extérieur des valeurs de la distance de Hubble mais reste compatible avec celles-ci.